# برج کبوتر رودخانه اسفه سالار منظریه
برج کبوتر رودخانه اسفه سالار منظریه مربوط به دوره قاجار است و در شهرستان شهرضا، بخش مرکزی، شهر منظریه، محله اسفه سالار، در جوار رودخانه واقع شده و این اثر در تاریخ ۱۳ خرداد ۱۳۸۶ با شمارهٔ ثبت ۱۹۲۲۱ به‌عنوان یکی از آثار ملی ایران به ثبت رسیده است.